# Права ЛГБТ в Панаме
Лесбиянки, геи, бисексуалы и транссексуалы (ЛГБТ) в Панаме могут столкнуться с юридическими проблемами, с которыми не сталкиваются жители, не принадлежащие к ЛГБТ. Однополые отношения легальны в Панаме, но однополые пары и домохозяйства, возглавляемые однополыми парами, не имеют права на те же юридические льготы и защиту, которые доступны супружеским парам противоположного пола.
В марте 2017 года в Верховный суд был подан иск о легализации однополых браков. Судебный процесс вызвал много споров в панамском обществе, побудив многих общественных деятелей заявить о своей поддержке прав ЛГБТ и/или однополых гражданских браков, включая вице-президента, первую леди и генерального прокурора. Панама связана обязательствами по международным договорам по легализации однополых браков и усыновлений однополыми парами после решения Межамериканского суда по правам человека от 2018 года.
Поправка к конституции, запрещающая однополые браки, была одобрена Национальной ассамблеей Панамы 29 октября 2019 года, но не дошла до второго голосования и референдума, необходимого для ее вступления в силу.

## История
Народ куна на северо-востоке Панамы признает третий пол. Такие люди известны как омегид (что буквально переводится как женщина). В обществе куна, если мальчик начинает проявлять склонность вести себя как женщина, семья естественным образом принимает его и позволяет ему расти таким образом. Очень часто омегиды приобретают навык, который обычно ассоциируется с женщинами, например работа с тканью. Омегиды уходят корнями в мифологию куны. Согласно мифологии куна, «первоначальные лидеры, которые принесли традиции, правила и руководящие принципы для народа куна, чтобы жить [являются] человеком по имени Ибеоргун, его сестрой Гигадыриай и его младшим братом Вигудуном», который является омегидом. По некоторым данным, народ куна также признает гомосексуальность.
После испанской колонизации и последующих 300 лет испанского правления вопросы сексуальности и ЛГБТ стали табу в Панаме. Содомия каралась смертью. Народ куна смог сохранить свои традиции и обычаи, несмотря на подавление со стороны Испании и последующего после обретения независимости Панамского государства.

## Законность однополой сексуальной активности
Однополые сексуальные отношения легальны в Панаме с 2008 года; Панама была последней испаноязычной страной в Северной и Южной Америке, отменившей свой закон против содомии. Возраст сексуального согласия равен 18 годам. В 2008 году гомосексуальность перестала рассматриваться как психическое заболевание.

## Признание однополых отношений
Нет юридического признания однополых пар. Предложение, которое разрешало однополые гражданские союзы, было отклонено в 2004 году, в основном из-за давления со стороны Римско-католической церкви.
15 апреля 2014 года, накануне президентских выборов 2014 года, пять из семи кандидатов в президенты подписали документ под названием «Пакт о национальной приверженности жизни и традиционной семье». В документе говорится, что «страна должна гарантировать свободу вероисповедания и должна изменить закон, чтобы защитить традиционную структуру семьи, определяемую как союз мужчины и женщины».
8 мая 2014 года был принят Кодекс международного частного права, запрещающий однополые браки в Панаме и уточняющий, что страна не будет признавать браки, заключенные в других странах. В статье 40 указано, что «однополые браки в стране строго запрещены».

### Иски с 2016 года — настоящее время
17 октября 2016 года супружеская однополая пара подала иск о признании однополых браков, заключенных заграницей. Мировому судье Луису Рамону Фабрега было поручено определить, следует ли передать дело в Верховный суд, состоящий из девяти членов. В начале ноября дело было передано в Верховный суд. 24 марта 2017 года в Верховный суд был подан еще один иск против статьи 26 Гражданского кодекса Панамы, который согласился рассмотреть дело. В статье 26 указывается, что брак заключается между мужчиной и женщиной, и поэтому однополые браки запрещены. Это дело направлено на легализацию однополых браков в Панаме. В июне 2017 года Верховный суд объединил два иска.
14 апреля 2017 года вице-президент Исабель Сен-Мало заявила о своей поддержке равных прав в браке для однополых пар. В середине мая генеральный прокурор Ригоберто Гонсалес выступил с заявлением в Верховном суде с просьбой легализовать однополые браки. Признавая, что однополые браки были спорным вопросом в панамском обществе, Гонсалес утверждал, что его позиция соответствует ценности достоинства для всех людей, а также Конституции Панамы.
В октябре 2017 года судья Верховного суда предварительно опубликовал проект постановления об отклонении дела об однополых браках. 21 декабря 2017 года группа защиты ЛГБТ Fundación Iguales Panama подала в Верховный суд заявление об отводе судьи Сесилио Седалисе, который выступал против однополых браков в 2015 году. Рассмотрение дела о браке было приостановлено в ожидании результата запроса об отводе. 15 февраля 2018 года вышеупомянутый проект постановления был отозван. Стало известно, что Верховный суд примет во внимание постановление Межамериканского суда по правам человека в своем решении. Решение ожидалось 20 декабря 2018 года, но было отложено.
В мае 2018 года сообщалось, что лесбийская пара также подала иск в Верховный суд с целью признания их брака.

### Решение Межамериканского суда по правам человека от 2018 года
8 января 2018 года Межамериканский суд по правам человека постановил, что Американская конвенция о правах человека требует признания однополых браков. Решение было полностью обязательным для Коста-Рики и создало обязательный прецедент в других странах Латинской Америки и Карибского бассейна, включая Панаму.
16 января вице-президент Исабель Сен-Мало объявила, что страна полностью подчинится постановлению. В тот же день официальные уведомления, требующиеся для соблюдения постановления, были разосланы в различные правительственные ведомства.
Решение Межамериканского суда по правам человека было решительно осуждено католической церковью и другими религиозными группами. Несколько депутатов аналогичным образом выразили свое несогласие с постановлением, а один депутат назвал его «опасным для человечества». В начале февраля гражданка подала в парламент заявление о проведении расследования в отношении вице-президента по обвинению в превышении своих функций и злоупотреблении властью, когда та объявила о соблюдении правительством постановления [30].
2 февраля генеральный прокурор объявил, что страна не может игнорировать постановление Межамериканского суда по правам человека, повторив, что постановление является полностью обязательным для Панамы.

### Поправка к конституции 2019 года
Под председательством более консервативного в социальном отношении Лаурентино Кортисо 29 октября 2019 года Национальное собрание одобрило поправку к конституции, согласно которой брак в Конституции определяется как брак между мужчиной и женщиной. Чтобы поправка вступила в силу, за нее нужно было снова проголосовать в 2020 году, а затем вынести на референдум. Однако протесты против этой и других поправок заставили президента Кортисо критиковать законодателей, и был создан комитет для анализа наиболее спорных поправок. Поправка была окончательно снята с рассмотрения после значительного общественного протеста.